# Edifici al carrer Montserrat, 13 (Valls)
L'Edifici al carrer Montserrat, 13 és una obra eclèctica de Valls (Alt Camp) protegida com a Bé Cultural d'Interès Local.

## Descripció
Construcció que fa cantonada amb el carrer la costa del Portal Nou. Consta de planta baixa i tres pisos d'alçada. A la primera hi ha una balconada correguda que ocupa tot el xamfrà i té tres portes balconeres. Aquestes tenen muntants i dinetslls una mica corbs d'obra vista. Als dos laterals hi ha balcons, amb més amplada que els corresponents de la planta segona.
A la planta hi ha balcons amb poca volada, els quals tenen muntants i dintells d'obra vista. A la darrera planta hi ha solament finestres, en número de set. La façana es remata amb una cronissa de molta secció i que té una sèrie d'impostes idèntiques a les del primer pis.